# 京谷昭夫
京谷 昭夫（きょうや あきお、1936年（昭和11年）1月6日 - 1996年（平成8年）5月6日）は、日本の農水官僚。水産庁長官、食糧庁長官、農林水産事務次官、日本中央競馬会理事長。青森県出身2人目の事務次官。

## 人物
青森県八戸市生まれ。八戸市立第二中学校、青森県立八戸高等学校、東京大学法学部を経て1958年に農林省入省。三重県農政課長、農林水産省畜産局長、水産庁長官、食糧庁長官などを経て1992年事務次官に就任。退官後、1995年に日本中央競馬会理事長に就任。在任中には日本中央競馬会としてはじめての女性ジョッキーを誕生させるなどの功績を残した。また、スーパーオトメが厩舎から逃げ出して首都高速道路を走った問題などの収拾に追われた。中央競馬のアラブ競走廃止などの大問題にも決着をつけた。だが在任中の1996年に入院、同年5月6日に心不全のため千葉県鴨川市の亀田総合病院で死去、享年60。護国寺にて中央競馬会葬が行われた。
1980年代の牛肉の輸入自由化交渉を担当。タフネゴシエーターぶりを発揮し、「ダース・ベイダー」の異名をとった。また、コメの輸入自由化問題でも日本側の中心的存在だった。

## 経歴
- 1958年4月　農林省入省
- 1973年5月　大臣官房参事官兼構造改善局
- 1973年9月　内閣審議官兼任(国土総合開発推進本部部員)
- 1974年2月　栃木県農務部長
- 1976年11月　林野庁業務部経理課長
- 1978年8月　畜産局食肉鶏卵課長
- 1981年1月　大臣官房予算課長
- 1984年6月　〃　審議官兼農蚕園芸局
- 1985年8月　水産庁海洋漁業部長
- 1986年6月　畜産局長
- 1989年7月　水産庁長官
- 食糧庁長官
- 1992年　農林水産事務次官
- 1994年　退官

## 著作
- 「わが国捕鯨の進路」（「勇魚」1990年第2号）
- 「業界再編整備し、経営基盤の強化を」 （「水産界」1990年1月）